# Tommaso Lequio di Assaba
Tommaso Lequio di Assaba, född 21 oktober 1893 i Cuneo, död 17 december 1965 i Rom, var en italiensk ryttare.
Han blev olympisk mästare i hoppning vid sommarspelen 1920 i Antwerpen.